# Alysia macrostigma
Alysia macrostigma är en stekelart som beskrevs av Maximilian Spinola 1851. Alysia macrostigma ingår i släktet Alysia och familjen bracksteklar. Inga underarter finns listade i Catalogue of Life.